# 이송 (법률)
이송이란 재판을 다른 법원으로 이동시키는 것을 말한다.

## 판례

### 이송신청권 부정
- 당사자가 관할위반을 이유로 한 이송신청을 한 경우에도 이는 단지 법원의 직권발동을 촉구하는 의미밖에 없는 것이고, 따라서 법원은 이 이송신청에 대하여는 재판을 할 필요가 없고, 설사 법원이 이송신청을 거부하는 재판을 하였다고 하여도 항고가 허용될 수 없다[1]